# ESTCube-1

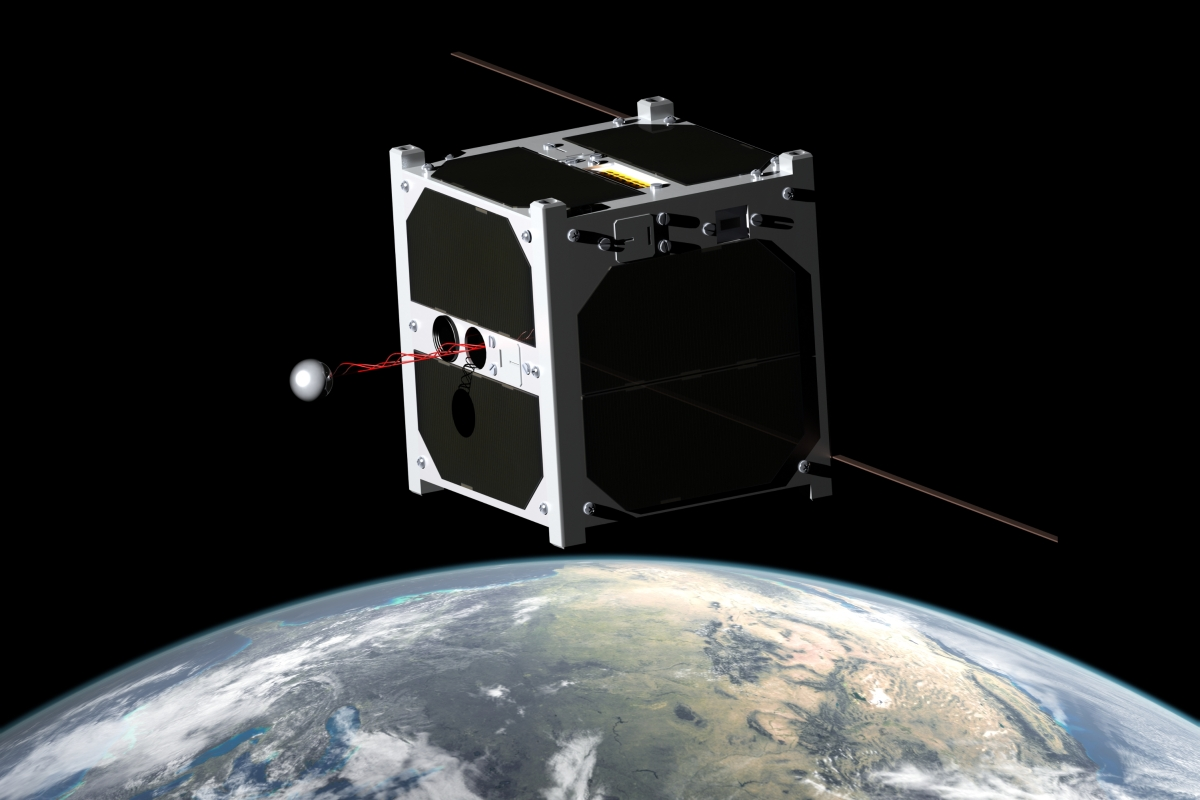
Ілюстрація ESTCube-1

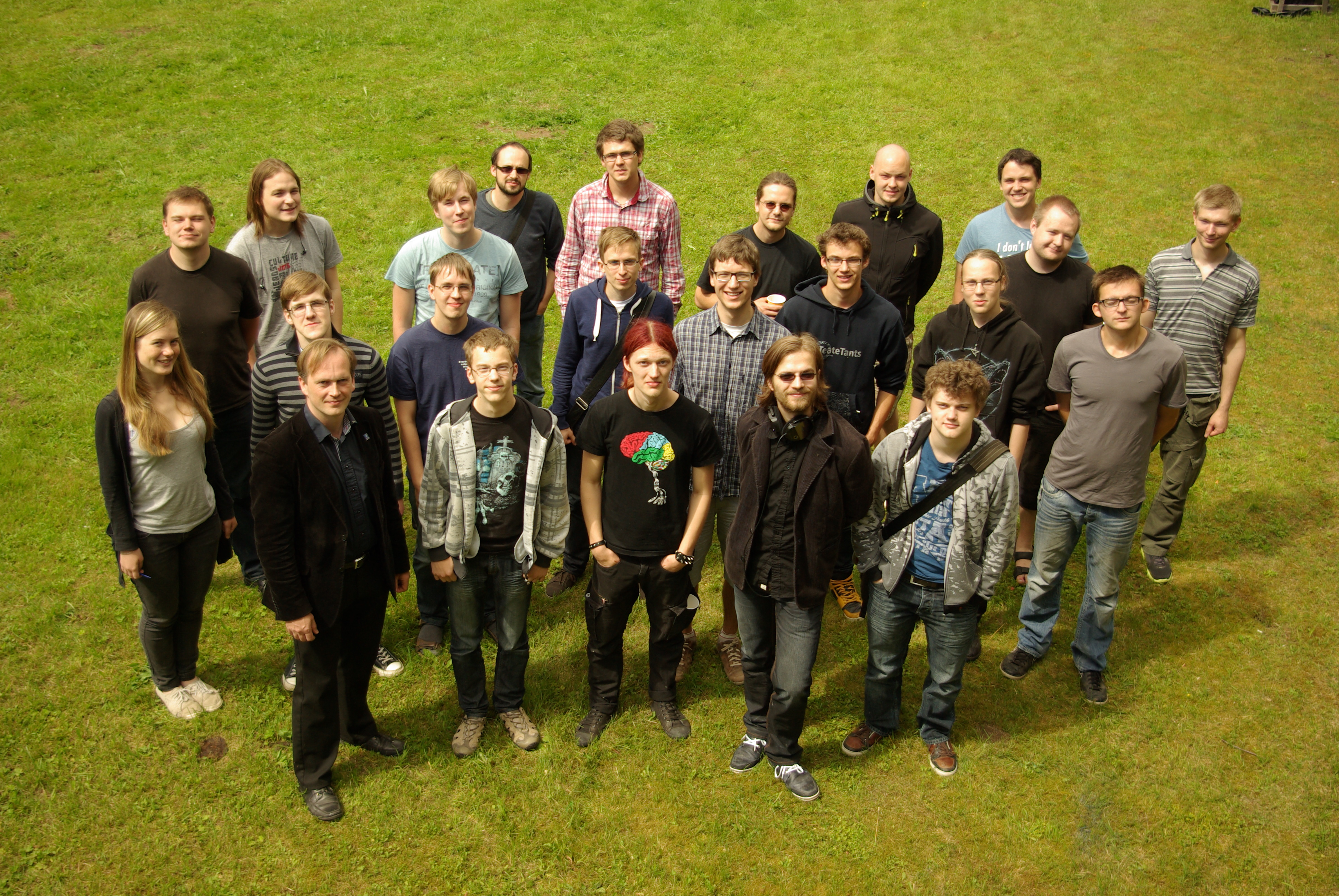
Студентська команда ESTCube-1

ESTCube-1 — перший естонський супутник і перший в світі супутник, що використовує електричне вітрило. Зроблений за технологією CubeSat.
Розроблений студентами Тартуського університету в рамках естонської супутникової програми.
Мета — космічні випробування електричного паруса.
Він був запущений 7 травня 2013 року за допомогою ракети-носія Вега. Це був другий запуск даної ракети-носія. Разом з ESTCube-1 на орбіту виведені європейський супутник ДЗЗ Proba-V і в’єтнамський супутник ДЗЗ VNREDSat 1A.
Загальні витрати на проект оцінюються в 100 000 євро.

## Наукова мета
У той час як акцент був зроблений на навчанні студентів під час створення ESTCube-1, він мав наукову мету. На борту супутника знаходився електричний парус, який був винайдений фінським вченим Pekka Janhunen. Під час польоту ESTCube-1 було розгорнуто десятиметровий дріт товщиною від 20 до 50 мкм, що також знаний як Hoytether. Підтвердженням служить збільшення швидкості обертання супутника або ж за допомогою бортової камери.
Для контролю взаємодії елементів вітрила, як на середовище плазми так і на вплив швидкості обертання супутника були використані дві електронні гармати. Електронні гармати, приєднані до елементів електричного парусу, позитивно заряджали систему до 500 Вольт, вистрілюючи електрон з неї. Позитивні іони, розміщені в плазмі, штовхали вітрило, таким чином змінюючи швидкість обертання супутника. Ефект плазми на парус виміряно за допомогою зміни вищезазначеної швидкості обертання.
Після завершення вимірювання ефекту електричного парусу, Heytether використовується як плазмове гальмування при розміщенні його іоносфери навпроти іоносфери плазми. Це демонструє можливість повернення малих супутників з орбіти. Кольорова КМОН камера здатна зробити RAW-формату зображення з VGA-розширенням. Ця камера використовувалася для отримання зображень Землі та моніторингу розгортання Heytether.

## Орбіта

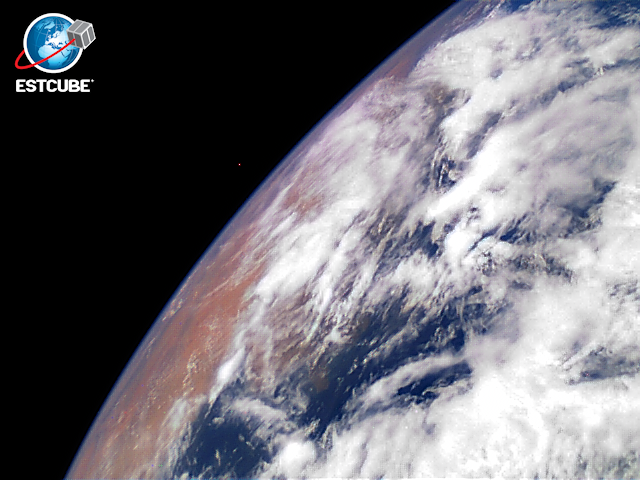
Перше зображення Землі зроблене ESTCube-1

Для завершення наукового експерименту і комунікації з супутником сонячно-синхронна колова орбіта на висоті 670 кілометрів від поверхні Землі була обрано. ESTCube-1 був запущений на орбіту Аріанеспас, використовуючи ракету Vega, яка стартував з ELA-1 в Куру в 2:06:31 UTC 7 травня 2013. Супутник був виведений на орбіту і перше фото Землі було прийнято 15 травня, яке було надіслано на діапазоні любительського радіо.

## Тривалість життя супутника
План, починаючи з 7 травня 2013, включає наступні дії:
- Через півгодини після відділення супутника від початкової капсули, антени супутника були розгорнуті, радіо передавач і важливі підсистеми були включені.

- Під час перших 48 годин після розгортання, супутник відправляв лише сигнали в безпечному режимі.

- Перші тижні були використані для тестування супутника і налаштування його для роботи на повну потужність.

- Орієнтація супутника, так щоб бортова камера була повернута до Землі, що в свою чергу надасть можливість зробити фото Естонії.

- Обертання супутника навколо його поздовжньої осі зі швидкістю 1 оборот в секунду.

- Розгортання електричного паруса з супутника під дією відцентрової сили і підтвердження розгортання за допомогою бортової камери.

- Активація електронного емітера.

- Вимірювання сили Лоренц паруса за допомогою революцій супутника в секунду

- Якщо це можливо, спроба використовувати негативно заряджений парус.

Останні передачі Морзе коду були передані 17 лютого 2015 року, оскільки батареї були вичерпані. Виконати перевірку роботи електричного парусу не вдалося, так як через надмірні вібрації під час запуску ракети, механізм, який відповідав за розгортання дроту, було пошкоджено.

## Дизайн
Під час розвитку місії естонського супутника було вирішено зробити 1U Cubesat. За стандартами 1 одиниця (1U) CubeSat базова довжина сторін повинна бути 100,0 ± 0,1 мм з висотою 113,5 ± 0,1 мм. Маса також встановлена в стандартах CubeSat, максимально дозволена маса для 1U Cubesat 1300 грам.

### Комунікація

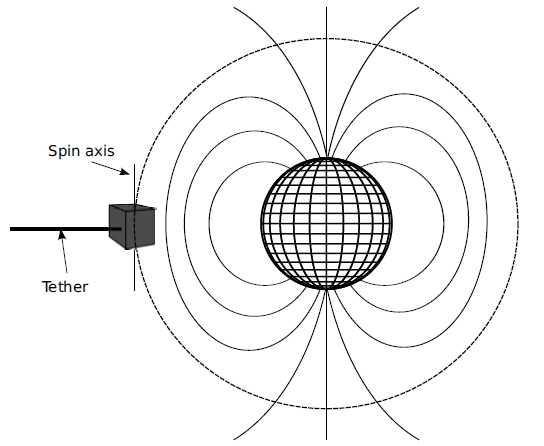
Схема експерименту електричного паруса ESTCube-1

Зв'язок з супутником проводиться на двох зареєстрованих частотах:
- 437.250 МГц

- 437.505 МГц

Періодично, але дуже повільно, зв'язок здійснювався з використанням сигналу 18 WPM на частоті 437.250 МГц. У цій частоті, найбільш важливі параметри супутника повертаються кожні 3-10 хвилин.  Відносно низька швидкість з'єднання в результаті використання аматорських радіочастот, які обмежені пропускною здатністю до 25 кілогерц. Швидке з'єднання використовувалося тільки тоді, коли супутнику було поставлено конкретне завдання.
Команди, що посилалися на супутник використовували діапазон 145 МГц (2 метра).

### Програмне забезпечення
Мікроконтролери ESTCube-1 використовували наступні операційні системи:
- FreeRTOS у модулі камери і системі обробки даних та керування.

- TinyOS[en] на модулі зв'язку супутника. (Зазвичай використовується для пристроїв, що працюють на малій потужності).

Система управління польотом була розроблена студентами Тартуського університету під керівництвом компанії CGI Group.

## Фінансування і ціна

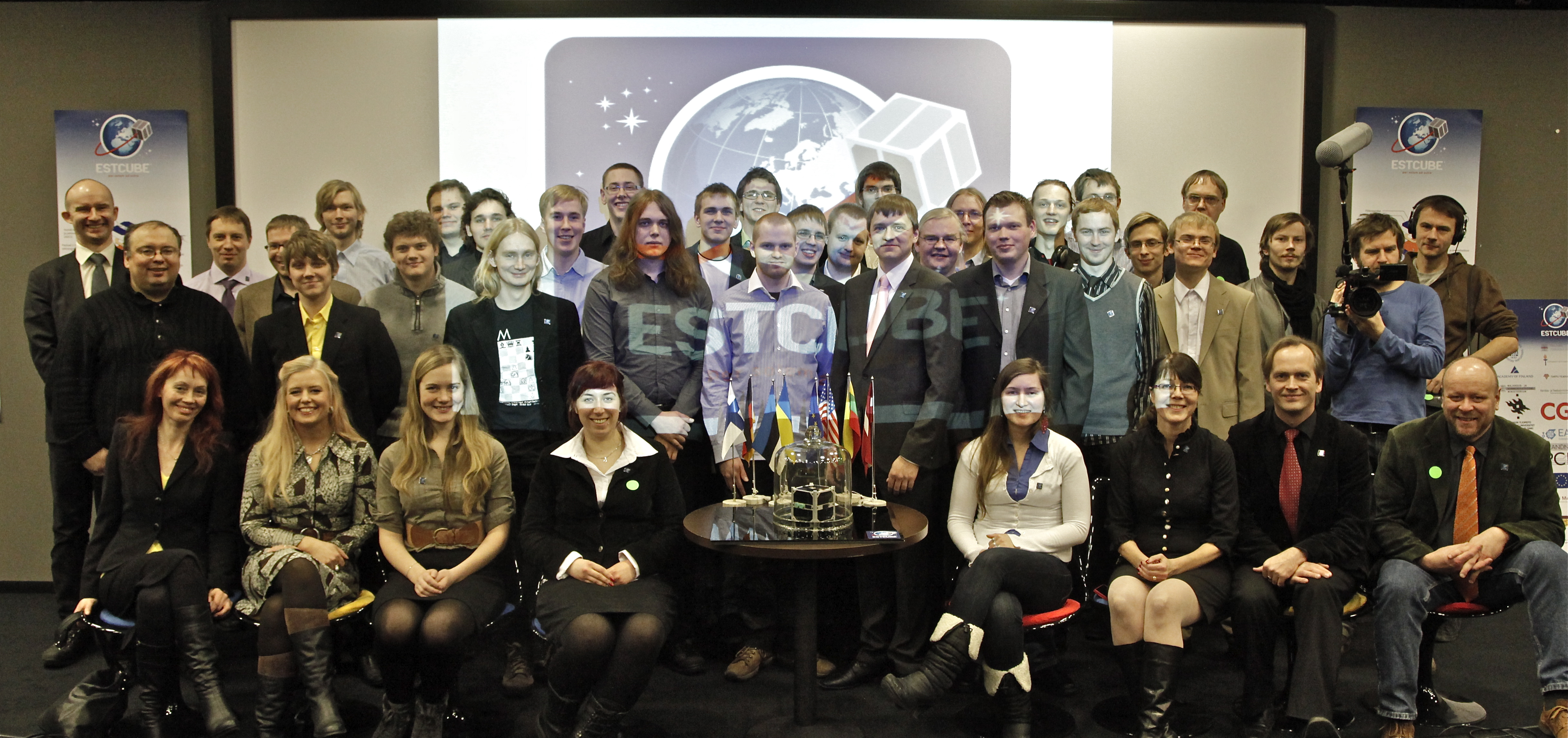
Презентація ESTCube-1 в січні 2013 року

Найдешевший запуск супутника був запропонований Європейським космічним агентством. Тому що Естонія в той час була асоційованим членом ЄКА (з вересня 2015 є повноцінним членом), більшість витрат (близько 70000 євро) були покриті Естонією, з бюджету на освіту. Із запуском, загальні витрати на проект склали близько 100 000 євро.

## Майбутні перспективи
Наступний супутник вищезгаданої команди ESTCube-2. Розміри якого відповідатимуть CubeSat стандартам і становитимуть 3U (~10x10x30 cm). В соціальному плані також слугуватиме в рамках освітнього проекту. Наукова мета залишається тією ж. На борту буде знаходитися вдосконалена камера, яка розроблялася студентами для освітньої прогарами ESA в рамках проекту ESEO [Архівовано 26 січня 2016 у Wayback Machine.]. В додаток, платформа слугуватиму базовою для майбутньої програми ESTCube-3, яка в свою чергу повинна випробовувати електричний парус безпосередньо в середовищі сонячного вітру.